# Мадисонвилл (Техас)
Мадисонвилл (англ. Madisonville) — город в США, расположенный в восточной части штата Техас, административный центр округа Мадисон. По данным переписи за 2010 год число жителей составляло 4396 человек, по оценке Бюро переписи США в 2016 году в городе проживало 4636 человек.

## История

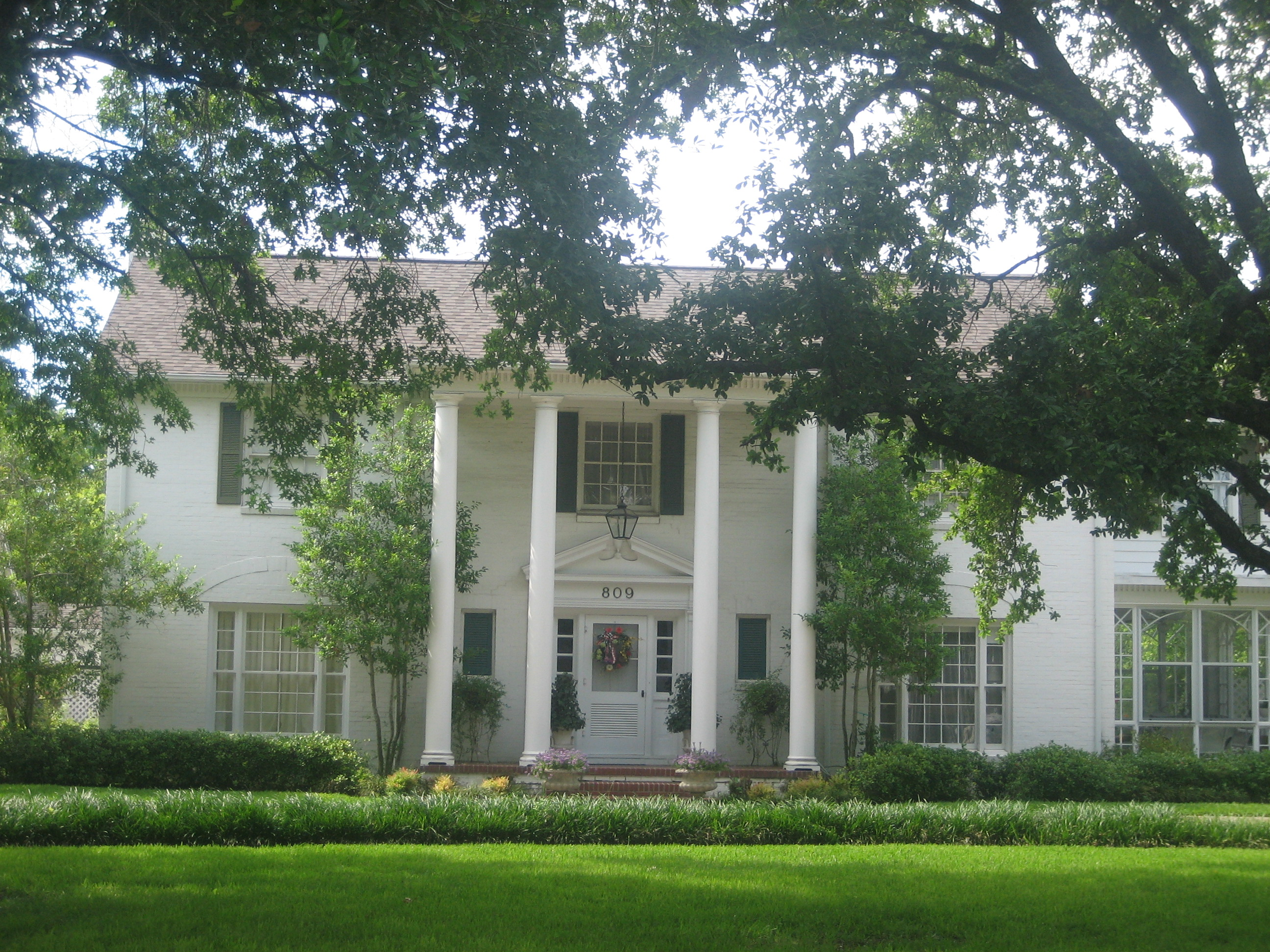
Один из исторических домов плантационного стиля

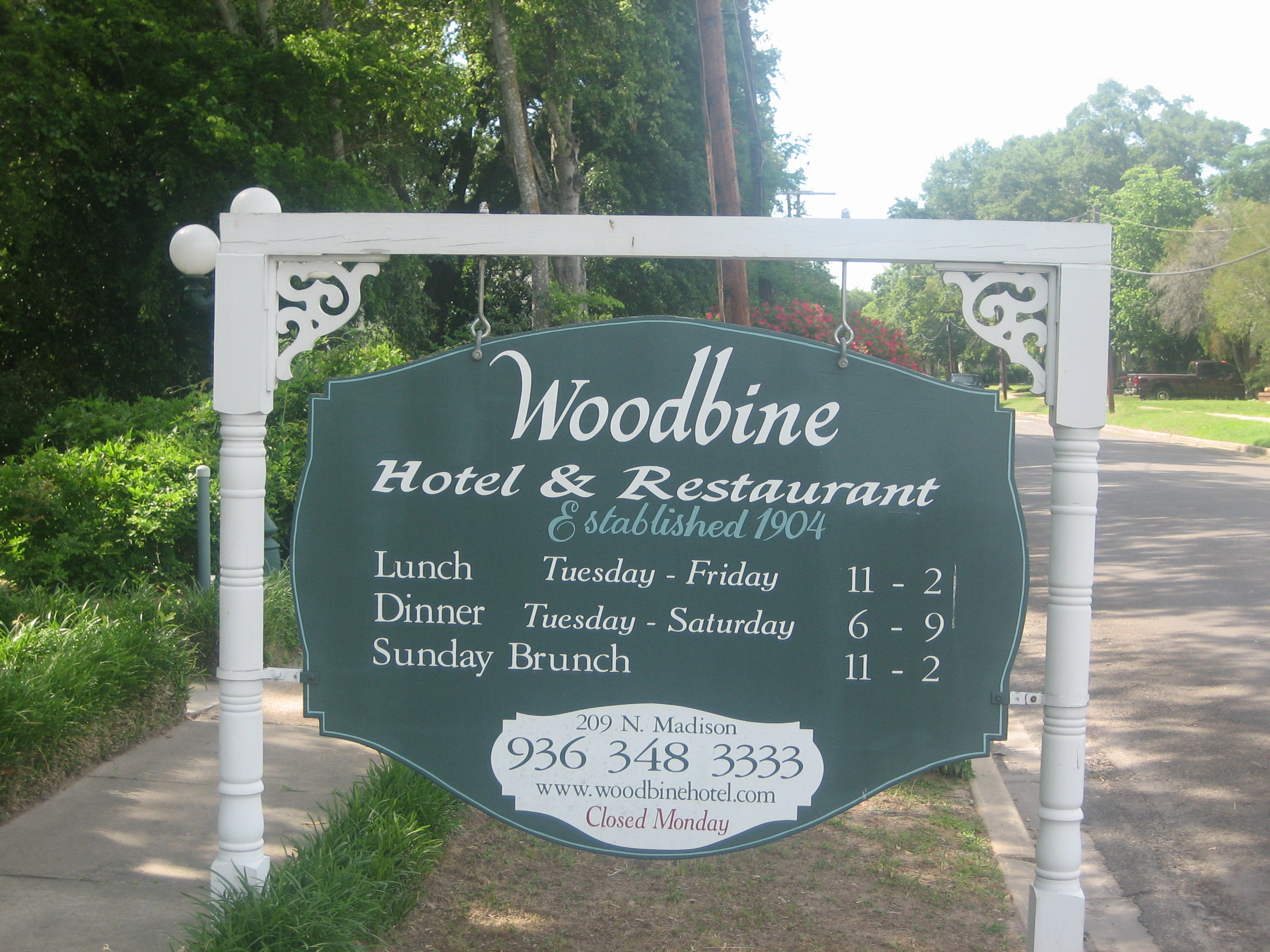
Гостиница и ресторан Woodbine Hotel, построенный в 1904 году.

Мадисонвилл был основан в 1853 году при создании округа Мадисон. Земля городу была пожертвована Джобом Коллардом, поселившимся в регионе в 1840-х годах. Как и округ, город был назван в честь четвёртого президента США Джеймса Мэдисона. Место поселения было выбрано поблизости от центра округа, с доступом к пресной воде. В 1854 году было построено первое здание суда и открыто почтовое отделение. К 1870 году город стал крупным сельскохозяйственным центром региона. 1880 году была открыта первая школа для афроамериканского населения. К 1884 году в городе функционировали паровая мельница, хлопкоочистительная машина, четыре церкви, две школы.
В 1903 году в город была проведена железная дорога International-Great Northern Railroad. Первая асфальтированная дорога, автомагистраль 90 штата Техас, была построена в 1929 году, остальные крупные магистрали города были построены в начале 1930-х годов, автомобильный трафик начал вытеснять железнодорожный и ветку железной дороги закрыли в 1944 году. С 1935 по 1941 на западной окраине города работал лагерь Гражданского корпуса охраны окружающей среды.
После окончания Второй мировой войны экономика региона была диверсифицирована. Помимо стандартного сельскохозяйственного направления и открытия фабрики по выращиванию грибов, был открыт индустриальный парк, с 1973 года в регионе добывается нефть, чуть позже стали добывать газ. К 1990-м годам в городе функционировали госпиталь, дом престарелых, библиотека, радиостанция, аэропорт, четыре общественных школы и 21 церковь.

## География
Мадисонвилл находится в центральной части округа, его координаты: 30°57′14″ с. ш. 95°54′33″ з. д..
Согласно данным бюро переписи США, площадь города составляет около 11,2 км2, из которых примерно 10,8 км2 занято сушей, а менее 0,4 км2 — водная поверхность.

### Климат
Согласно классификации климатов Кёппена, в Мадисонвилле преобладает влажный субтропический климат (Cfa).
| Показатель                    | Янв.  | Фев.  | Март | Апр. | Май  | Июнь | Июль | Авг. | Сен. | Окт. | Нояб. | Дек.  | Год   |
| ----------------------------- | ----- | ----- | ---- | ---- | ---- | ---- | ---- | ---- | ---- | ---- | ----- | ----- | ----- |
| Абсолютный максимум, °C       | 32,2  | 34,4  | 35,6 | 35   | 37,8 | 40,6 | 43,3 | 42,8 | 44,4 | 36,7 | 32,8  | 30    | 44,4  |
| Средний суточный максимум, °C | 16,3  | 18,5  | 22,3 | 26,3 | 29,9 | 33,3 | 35,2 | 35,7 | 32,4 | 27,9 | 21,9  | 17,5  | 26,4  |
| Средняя температура, °C       | 10,1  | 12,1  | 15,7 | 19,8 | 23,8 | 27,2 | 28,8 | 28,9 | 25,8 | 20,7 | 15,2  | 11,1  | 19,9  |
| Средний суточный минимум, °C  | 3,8   | 5,7   | 9,1  | 13,4 | 17,8 | 21,1 | 22,4 | 22,1 | 19,2 | 13,6 | 8,5   | 4,7   | 13,4  |
| Абсолютный минимум, °C        | −18,9 | −16,1 | −8,3 | −2,2 | 3,9  | 10,6 | 12,8 | 11,7 | 4,4  | −2,8 | −7,8  | −16,1 | −18,9 |
| Норма осадков, мм             | 91    | 87    | 78   | 97   | 111  | 99   | 68   | 74   | 98   | 106  | 96    | 93    | 1096  |
| Источник: weatherbase.com     |       |       |      |      |      |      |      |      |      |      |       |       |       |

## Население

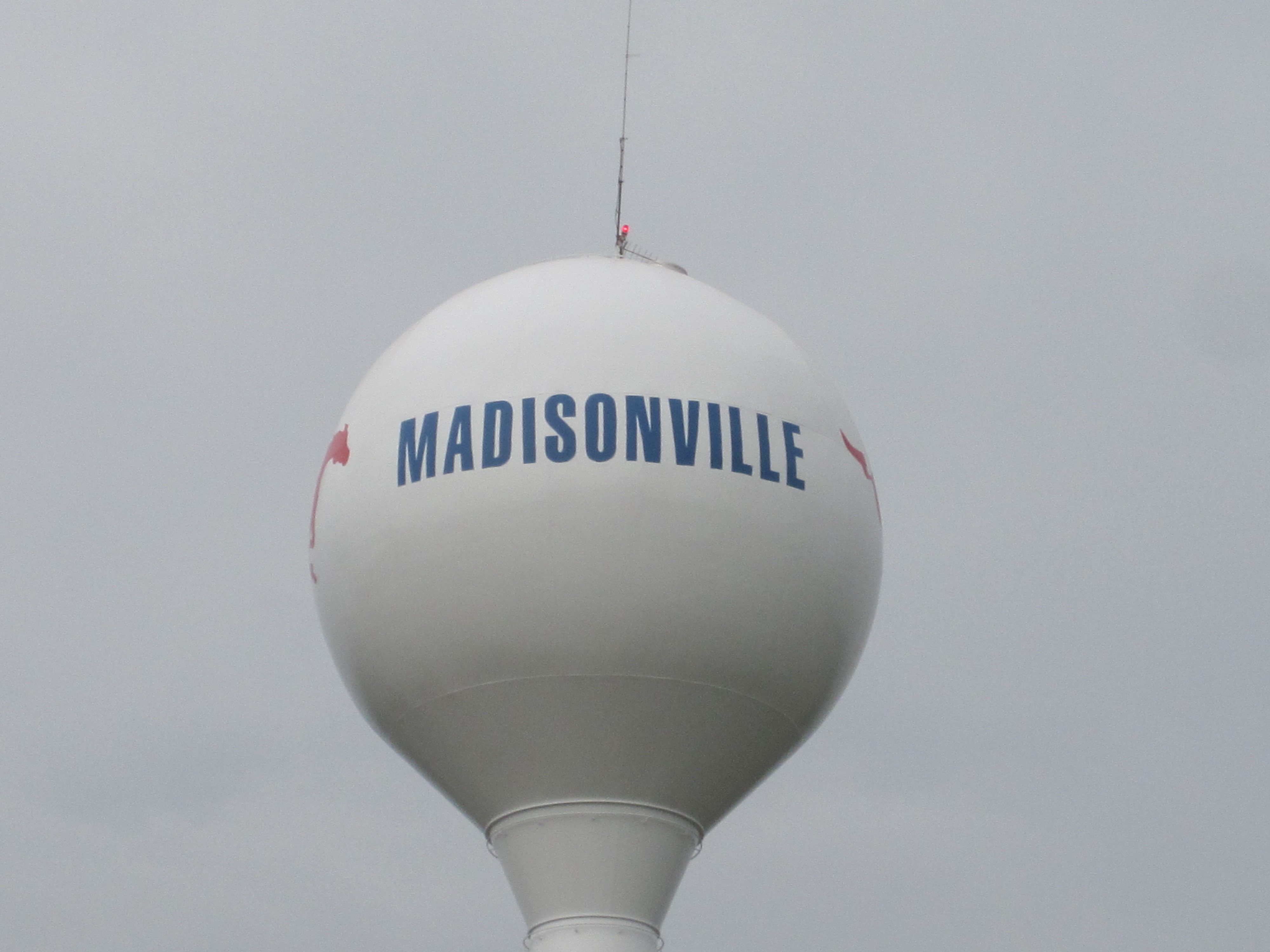
Водонапорная башня Мадисонвилла

Согласно переписи населения 2010 года в городе проживало 4396 человек, было 1487 домохозяйств и 1032 семьи. Расовый состав города: 51,4 % — белые, 29,2 % — афроамериканцы, 0,3 % — 
коренные жители США, 0,6 % — азиаты, 0 % (2 человека) — жители Гавайев или Океании, 16 % — другие расы, 2,5 % — две и более расы. Число испаноязычных жителей любых рас составило 31,2 %.
Из 1487 домохозяйств, в 44 % живут дети младше 18 лет. 43,2 % домохозяйств представляли собой совместно проживающие супружеские пары (23,1 % с детьми младше 18 лет), в 20,8 % домохозяйств женщины проживали без мужей, в 5,4 % 
домохозяйств мужчины проживали без жён, 30,6 % домохозяйств не являлись семьями. В 27 % домохозяйств проживал только один человек, 13,7 % составляли одинокие пожилые люди (старше 65 лет). Средний размер домохозяйства составлял 2,87 человека. Средний размер семьи — 3,5 человека.
Население города по возрастному диапазону распределилось следующим образом: 34,5 % — жители младше 20 лет, 26,4 % находятся в возрасте от 20 до 39, 25,3 % — от 40 до 64, 13,6 % — 65 лет и старше. Средний возраст составляет 30,9 года.
Согласно данным опросов пяти лет с 2012 по 2016 годы, медианный доход домохозяйства в Мадисонвилле составляет 38 065 долларов США в год, медианный доход семьи — 46 280 долларов. Доход на душу населения в городе составляет 20 193 доллара. Около 20,9 % семей и 21,9 % населения находятся за чертой бедности. В том числе 32,5 % в возрасте до 18 лет и 8,1 % старше 65 лет.

## Местное управление
Управление городом осуществляется мэром и городским советом, состоящим из 5 человек. Один из членов совета выбирается заместителем мэра.

## Инфраструктура и транспорт

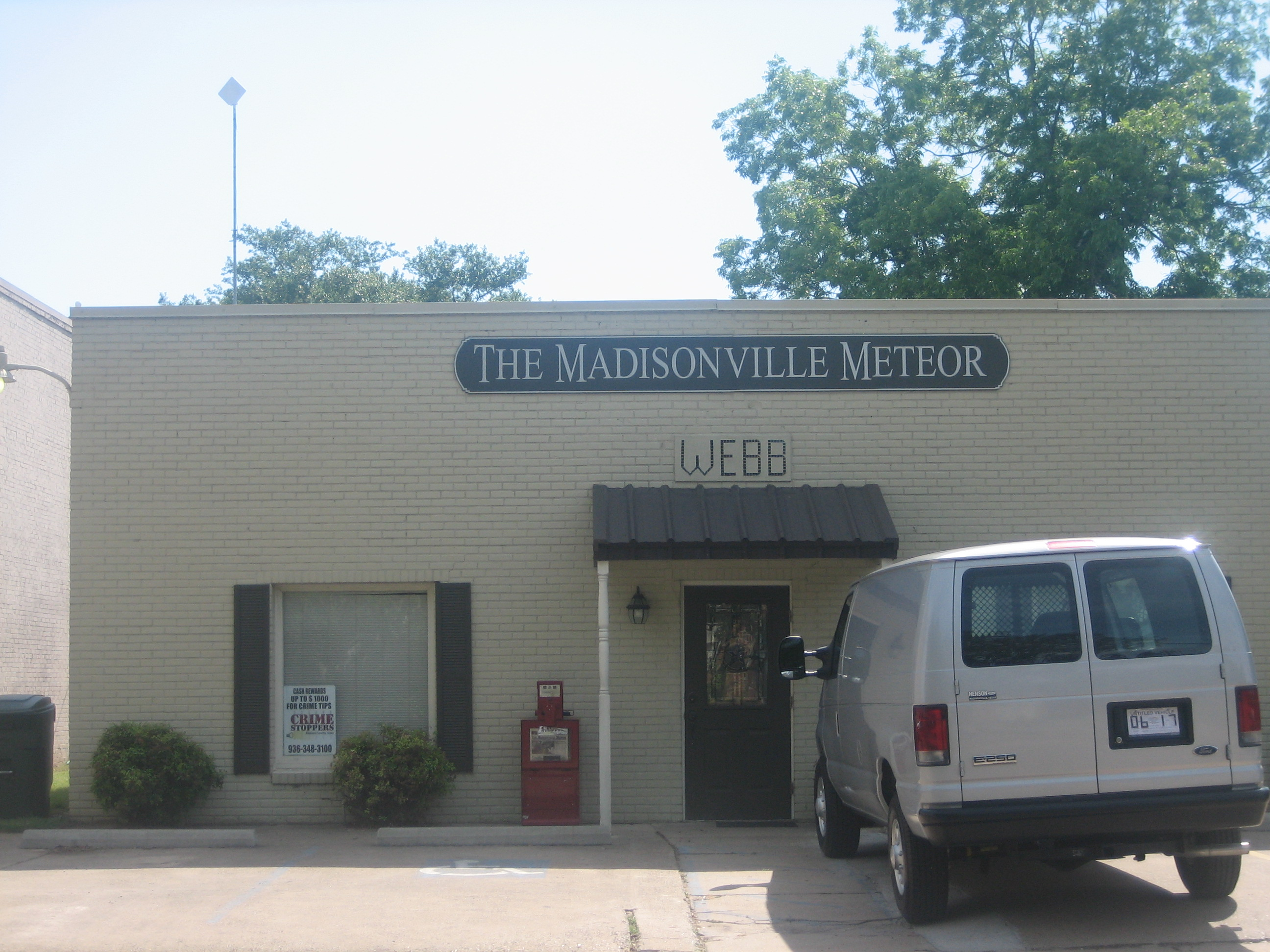
Офис одной из первых газет региона, Madisonville Meteor, расположенный рядом с музеем округа Мадисон

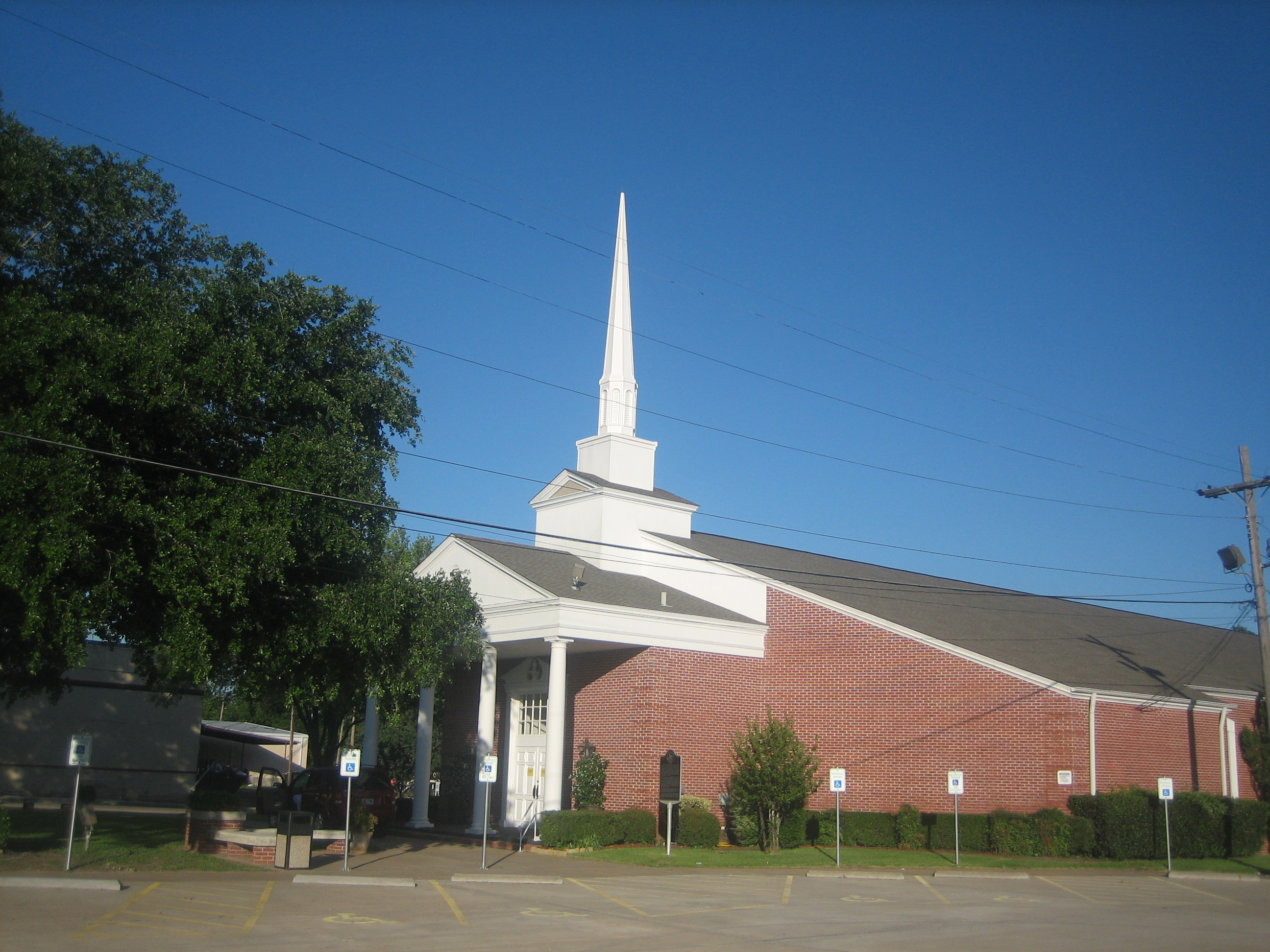
Первая баптистская церковь города

Основными автомагистралями, проходящими через Мадисонвилл, являются:
- межштатная автомагистраль I-45 идёт с севера от Сентервилла на юго-восток к Хантсвиллу.
- автомагистраль 190 США идёт с юго-востока от Хантсвилла на юго-запад к Брайану.
- автомагистраль 21 штата Техас идёт с северо-востока от Крокетта на юго-запад к Брайану.
- автомагистраль 75 штата Техас идёт с севера от Сентервилла на юго-восток к Хантсвиллу.
- автомагистраль 90 штата Техас начинается в Мадисонвилле и идёт на юг к Навасоте.

В городе располагается муниципальный аэропорт Мадисонвилл. Аэропорт располагает одной взлётно-посадочной полосой длиной 976 метров. Ближайшим аэропортом, выполняющим коммерческие рейсы, является аэропорт Истервуд в городе Колледж-Стейшен. Аэропорт находится примерно в 70 километрах к юго-западу от Мадисонвилла.

## Образование
Город обслуживается консолидированным независимым школьным округом Мадисонвилл.

## Экономика
Согласно бюджету Мадисонвилла на 2017-2018 финансовый год, доходы города за 2015-2016 год составили $2,57 млн, расходы города — $3,02 млн.

## Отдых и развлечения
В конце 1970-х годов власти города восстановили старинный отель Woodbine Hotel, построенный в 1904 году. Отель признан историческим местом штата в 1982 году и помещён в национальный реестр исторических мест США..
Ежегодно в июне в городе проводится празднование ассоциации скотоводов.